# Callistratos
Pour les articles homonymes, voir Callistrate (homonymie).
Sauf précision contraire, les dates de cet article sont sous-entendues « avant l'ère commune » (AEC), c'est-à-dire « avant Jésus-Christ ».
Callistratos d'Aphidna, fils de Callicratès, est  un homme politique et orateur athénien du IVe siècle av. J.-C., stratège en 378, exécuté vers 355, peut-être l'un des maîtres de Démosthène.

## Notice biographique
Originaire du dème d’Aphidna, au nord d’Athènes, jugeant que la puissance de Thèbes créait une menace plus grande pour Athènes que celle, déclinante, de Sparte, il est l'artisan avec Callias du traité de paix de 371 qui reconnaît l'hégémonie d'Athènes sur mer et celle de Sparte sur terre. En 366, après la prise d'Oropos par le tyran d'Érétrie Thémison, il est accusé avec Chabrias de trahison, à l'initiative de Léodamas d'Acharnes, mais échappe à la condamnation. Après de nouveaux échecs athéniens, il doit s'enfuir en Macédoine et il est condamné à mort par contumace en 361. Il est d'abord accueilli par le roi de Macédoine, Perdiccas III, qu'il fait bénéficier de son expertise financière. Après la mort de ce dernier, en 360-359, il mène un groupe de colons de Thasos fonder la colonie de Crénidès/Daton. Après la prise de contrôle de la région par Philippe II de Macédoine, il se réfugie à Byzance. Revenu à Athènes sur la foi d'un oracle, il y est exécuté en 355.

## Œuvre politique
Il est l’auteur de réformes importantes, notamment dans l'administration fiscale athénienne : en 378, il met en place le système de la proeisphora, par lequel 300 Athéniens parmi les plus riches sont nommés responsables de 100 symmories représentant chacune un centième du montant total imposable selon cet impôt (eisphora) exceptionnel qu'ils doivent ainsi avancer au trésor public. Il impose aux cités alliées d'Athènes de payer des contributions (syntaxeis) pour participer à l'effort de guerre. Cet argent est versé à un fond appelé Stratiôtikon.

### Sources
- Pierre Pellegrin (dir.) (trad. du grec ancien), Aristote : Œuvres complètes, Paris, Éditions Flammarion, 2014, 2923 p. (ISBN 978-2-08-127316-0)